# Костёл Пресвятой Троицы (Индура)
Костёл Пресвятой Троицы (бел. Касцёл Найсвяцейшай Тройцы) — действующий католический храм, расположенный в центре агрогородка Индура (Гродненский район). Является памятником архитектуры позднего классицизма.

## История
Первое упоминание о приходе в Индуре зафиксировано в описи приходов и костёлов Виленской епархией в 1522 году. В 1542—1546 годах был построен первый деревянный костёл в Индуре. В 1815 году приход выстроил на окраине села новый каменный костёл, заменивший прежний деревянный.
В начале XX века костёл был значительно перестроен в стиле эклектики с чертами необарокко и неоклассицизма по проекту гродненского губернского архитектора Вильгельма Августовича Срока. В 1904—1909 годах к северному и южному фасадам были пристроены башни, с восточной стороны сделана пристройка, включающая трансепт, апсиду и ризницу. При реконструкции использованы элементы стилистических течений начала XX века.
При советской власти костел продолжил действовать. В 1983 году настоятелем в Индуре стал священник-иезуит Казимир Жилис (единственный случай в БССР), прослуживший до 2000 года. Затем центр иезуитов в Индоре получил статус миссии. С 2009 года в приходе работают епархиальные священники.
Приходу принадлежат две часовни: в селах Глебовичи и Плебановцы (Берестовицкий район).

## Архитектура

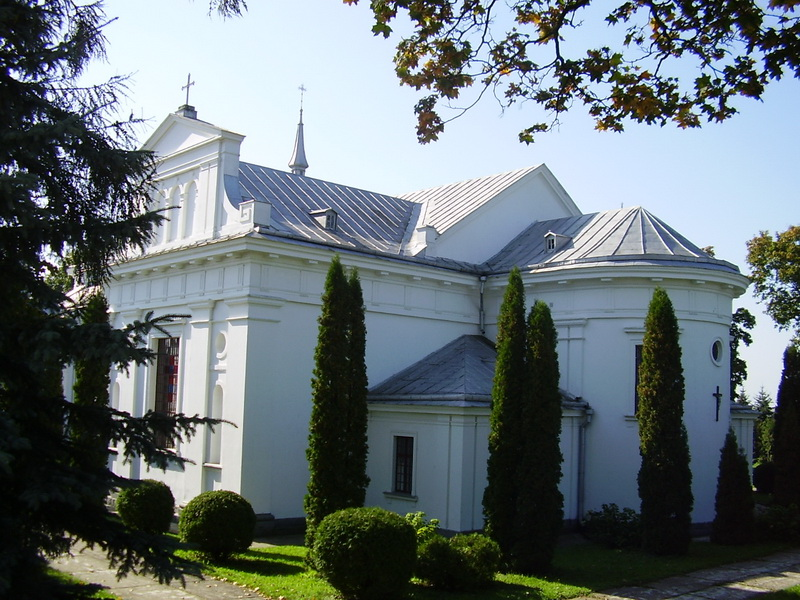
Костёл со стороны апсиды

Костёл состоит из трехнефного основного объема с невысокой двускатной крышей, широкого трансепта, небольшой полукруглой апсиды с боковыми пристройками и двух башен разной высоты. Башни завершены фигурными шлемовидными крышами с тентовыми фонарями. Основной объем строения сохранил оформление начала XIX века. Главный фасад с мощным четырехколонным портиком с аттиком и большим полукруглым проемом. Стены по всему периметру опоясаны дорическим антаблементом и расчленены пилястрами. Окна полукруглые, большие, в тонких профилированных наличниках, в арочных нишах фасада установлены деревянные фигуры святых.

### Интерьер

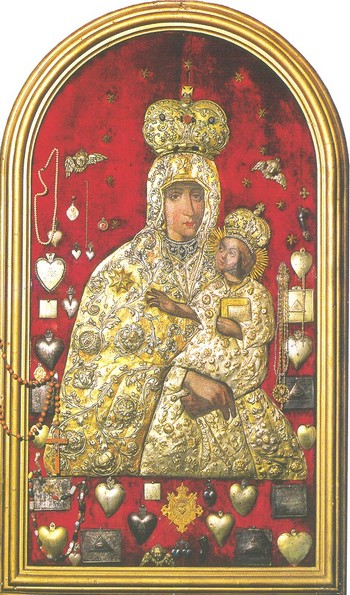
Чудотворная икона Божией Матери Снежная с обетами. XVII—XVIII вв.

Интерьер костёла имеет крестообразную композицию, вытянутую вдоль продольной оси. Своды в основном крестообразные, потолок в трансепте плоский. Стены разделены пилястрами. В апсиде и у восточной стены трансепта расположены три алтаря, выполненные в стиле позднего классицизма.

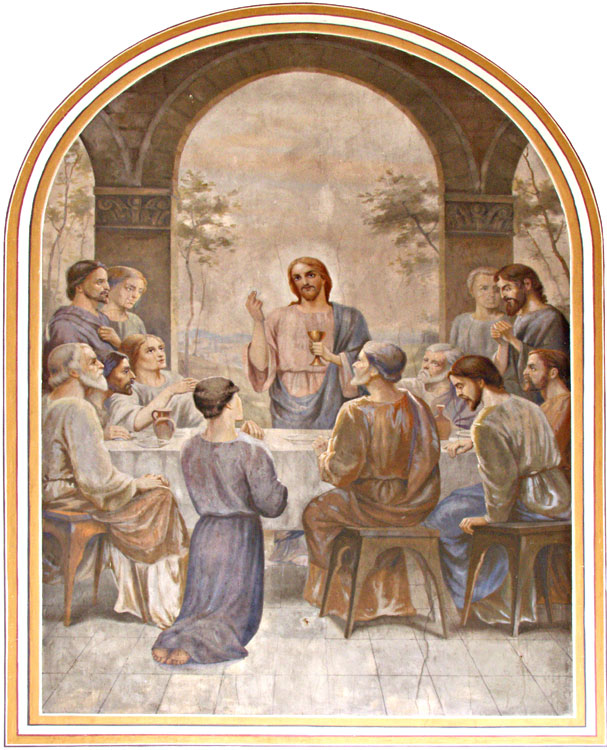
«Тайная вечеря». Середина XIX века, фреска в костёле агрогородка Индура

Трехнефная святыня украшена деревянными алтарями (тёмное дерево с позолоченными элементами). Главный алтарь, созданный на основе двухколонного коринфского портика, содержит барельефное изображение Святой Троицы. Резные фигуры св. Петр (слева) и св. Павла, по углам пресвитерия — стоят фигуры св. Франциска (слева) и св. Антония. Левый боковой алтарь включает икону Индурском Божией Матери, во втором ярусе — икону св. Казимира. Правый алтарь включает икону «Чудо св. Станислава», во втором ярусе — икону св. Юрия. Кафедра, расположенную на левом столпе алтаря, украшенную изображениями Господа Иисуса и апостолов. Стены костёла были расписаны в 1914 году виленским художником В. Скварковского величественными фресками: на левой стене пресвитерия — «Св. Франциск снимает с Креста Господа Иисуса», на правой — «Прекращение бури» (Иисус и апостолы в лодке), в левом крыле трансепта — «Последняя Вечеря», в правом — «Благовещение Пресвятой Девы Марии».
Органные хоры расположены над притвором, там же установлен барочный орган из предыдущего костёла.